# 99

99(구십구)는 98보다 크고 100보다 작은 자연수다.

## 수학
- 가장 큰 두 자리 수이자, 가장 큰 두 자리 회문수다.
- 합성수로, 그 약수는 1, 3, 9, 11, 33, 99다. 진약수의 합은 57이므로, 99는 부족수다.
- 5번째 카프리카 수다. 앞의 카프리카 수는 55, 다음은 297이다.

{\displaystyle 99^{2}=9801}이며, {\displaystyle 98+1=99}이므로 99는 카프리카 수다.
- {\displaystyle 99=9\times 11}
  - 연속하는 두 홀수의 곱으로 나타낼 수 있으며, 이 성질을 지닌 앞의 수는 63, 다음 수는 143이다.
- {\displaystyle 99=2^{3}+3^{3}+4^{3}}
  - 연속하는 세 자연수의 세제곱합으로 나타낼 수 있으며, 이 성질을 지닌 앞의 수는 36, 다음 수는 216이다.
  - 3개의 세제곱수의 합(2, 3, 4)으로 나타낼 수 있는 가장 큰 두 자리 수다.
- {\displaystyle 99=10^{2}-1}
  - 십진법의 단위수 100보다 1 작은 수다.

## 과학
- 아인슈타이늄(Es)의 원자번호.
- NGC 99: 물고기자리 방향에 있는 나선은하.

## 교통
- 고속도로
  - 유럽 고속도로 99호선: 아제르바이잔 다미르치에서 튀르키예 악차카레까지 이어지는 유럽 고속도로.
  - 아우토반 99호선(영어판, 독일어판): 독일의 고속도로.
- 국도 제99호선
  - 대한민국 99번 국도: 대한민국의 일반 국도였으나, 2008년 11월 17일부로 지방도로 강등되어 1139번 지방도가 되었다.
  - 미국 99번 국도: 미국의 일반 국도였으나, 1972년에 폐지되었다.
  - 이란 99번 국도: 이란의 일반 국도 노선 중 마지막 번호.
- 기타 도로
  - 현도 제99호선

## 군사
- U-99: 독일의 군용 잠수함. 제1차 세계 대전에 사용된 1917년제 모델(영어판)과 제2차 세계 대전에 사용된 1940년제 모델(영어판)이 있다.

## 문화유산
- 대한민국의 국보 제99호: 김천 갈항사지 동·서 삼층석탑
- 대한민국의 보물 제99호: 천안 천흥사지 당간지주
- 대한민국의 사적 제99호: 부여 쌍북리 요지

## 방송
- 스카이라이프의 아이넷TV 채널 번호.[1]
- 지니 TV의 MBN플러스 채널 번호.
- B tv의 MX 채널 번호.
- U+ TV의 SBS 골프 2 채널 번호.
- B tv 케이블의 복지TV 채널 번호.
- KT HCN의 유로무비 채널 번호.

## 스포츠
- 대한민국의 야구 선수 류현진의 등번호.
- 아이스하키 선수였던 웨인 그레츠키의 등번호. 리그 전체에서 영구 결번으로 지정되었다.

## 작품
- 《99》: 대한민국의 힙합 그룹 에픽하이의 7번째 정규 음반. 2012년 10월 19일 출시.

## 기타
- 날짜: 9월 9일
- 연도: 99년, 기원전 99년
- 99세를 백수(白壽)라 칭한다.이는 白을 풀면 百(100)에서 一(1)을 뺀 것이 되는 데서 유래하였다.
- 나인티나인: 일본의 코미디 듀오.
- 살균제, 비누, 가글 등의 살균제의 최대 살균력이며 최대 99.9% 살균에서 나오는 그 숫자가 맞다.

## 음악
- 배일호의 노래 99.9

1. ↑  LG헬로비전의 채널 번호가 같다.